# Myoxocephalus
Genre
Myoxocephalus, les Chaboisseaux, sont un genre de petits poissons corpulents à grosse tête munie d'épines. Leur première nageoire dorsale est épineuse et leur deuxième à rayons mous. Ils vivent dans les eaux septentrionales. 5 espèces listées se rencontrent dans la région du Canada atlantique. Ils sont communément appelés crapauds de mer et reçoivent aussi, aux îles-de-la-Madeleine, l'appellation de « plogueuils ».

## Liste des espèces
Selon FishBase (8 fev. 2016) :
- Myoxocephalus aenaeus Mitchill, 1815 — chaboisseau bronzé
- Myoxocephalus brandtii (Steindachner, 1867)
- Myoxocephalus jaok (Cuvier, 1829)
- Myoxocephalus matsubarai Watanabe, 1958
- Myoxocephalus niger (Bean, 1881)
- Myoxocephalus ochotensis Schmidt, 1929
- Myoxocephalus octodecemspinosus (Mitchill, 1814) — chaboisseau à dix-huit épines
- Myoxocephalus polyacanthocephalus (Pallas, 1814)
- Myoxocephalus quadricornis Linnaeus, 1758 — chaboisseau à quatre cornes
- Myoxocephalus scorpioides Fabricius, 1780 — chaboisseau arctique
- Myoxocephalus scorpius Linnaeus, 1758 — chaboisseau à épines courtes
- Myoxocephalus sinensis (Sauvage, 1873)
- Myoxocephalus stelleri Tilesius, 1811
- Myoxocephalus thompsonii (Girard, 1851)
- Myoxocephalus tuberculatus Soldatov & Pavlenko, 1922
- Myoxocephalus yesoensis Snyder, 1911

Selon World Register of Marine Species (8 fev. 2016) :
- Myoxocephalus aenaeus Mitchill, 1815 — chaboisseau bronzé
- Myoxocephalus brandtii (Steindachner, 1867)
- Myoxocephalus incitus Watanabe, 1958
- Myoxocephalus jaok (Cuvier, 1829)
- Myoxocephalus matsubarai Watanabe, 1958
- Myoxocephalus niger (Bean, 1881)
- Myoxocephalus ochotensis Schmidt, 1929
- Myoxocephalus octodecemspinosus (Mitchill, 1814) — chaboisseau à dix-huit épines
- Myoxocephalus polyacanthocephalus (Pallas, 1814)
- Myoxocephalus quadricornis Linnaeus, 1758 — chaboisseau à quatre cornes
- Myoxocephalus scorpioides Fabricius, 1780 — chaboisseau arctique
- Myoxocephalus scorpius Linnaeus, 1758 — chaboisseau à épines courtes
- Myoxocephalus stelleri Tilesius, 1811
- Myoxocephalus thompsonii (Girard, 1851)
- Myoxocephalus tuberculatus Soldatov & Pavlenko, 1922
- Myoxocephalus verrucosus (Bean, 1881)
- Myoxocephalus yesoensis Snyder, 1911